# Censo do Reino Unido de 1821
O Censo do Reino Unido de 1821 foi o terceiro Censo da Grã-Bretanha, tendo sido realizado em 28 de maio daquele ano, abrangendo dados de Inglaterra, Escócia e País de Gales. Ele estimou uma população total de 14,4 milhões de habitantes, um acréscimo de 1,8 milhões em relação a 10 anos antes.
Os Censos realizados em 1811, 1821 e 1831 foram baseados no mesmo modelo do Censo de 1801. Com a aprovação do Population Act 1840, uma nova abordagem foi adotada no Censo de 1841, quando os detalhes das pessoas e seus nomes passaram a ser registrados.
Este foi, também, o primeiro a tentar medir a faixa etária da população em faixas de 5 anos a 20 anos. Em caso contrário, a medição deveria se dar em faixas de 10 anos. Aproximadamente 50% da população tinha menos de 20 anos, em contraste com cerca de 25% hoje.

## Dados pesquisados
Foram estabelecidas perguntas dirigidas aos chamados Superintendentes dos Pobres (Overseers of the Poors, em inglês), funcionários que administravam ajuda humanitária na Inglaterra, bem como aos professores na Escócia. Eles eram obrigados a prestar contas da população residente, percorrendo de casa em casa em 28 de maio de 1821, e nos dias imediatamente subsequentes, se apenas um não fosse suficiente. Eles foram solicitados a obter as seguintes informações para a paróquia, município ou local:
1º. Quantas casas habitadas existem na sua Paróquia, Município ou Local, e por quantas famílias elas são ocupadas?
2º. Quantas casas estão sendo construídas e, portanto, ainda não estão habitadas?
3º. Quantas outras casas estão desabitadas?
4º. Qual o número de famílias em sua Paróquia, Município ou Local, são principalmente empregadas e mantidas pela agricultura, ou pelo comércio, manufatura ou artesanato; e quantas famílias não estão compreendidas em qualquer uma das duas classes anteriores? O número total de famílias em resposta a esta questão, deve corresponder ao número de famílias em resposta à primeira questão; e se houver dúvidas quanto à classe em que qualquer família ou famílias deve ser incluída, tal dúvida deve ser declarada como uma observação (na Questão 7), não omitindo a especificação em qual classe tal família ou famílias podem foram incluídas em sua resposta à quarta pergunta.
5º. Quantas pessoas (incluindo crianças de qualquer idade) são realmente encontradas dentro dos limites de sua paróquia, município ou lugar, no momento desta pesquisa, distinguindo homens e mulheres, e excluindo os homens que realmente servem nas forças regulares de Sua Majestade, na Antiga Milícia, ou em qualquer Milícia Local Encarnada, bem como os marinheiros a serviço de Sua Majestade ou pertencentes a embarcações registradas?
6º. Referindo-se ao número de pessoas em 1811, a que causa você atribui qualquer diferença notável no número no momento?
7º. Se você é de opinião que, ao fazer as consultas anteriores (ou a qualquer momento antes de devolver este Cronograma), as idades dos diversos indivíduos podem ser obtidas de forma satisfatória para você, e não inconveniente para as partes, será um prazer indicar (ou fazer constar) o número de menores de 5 anos, de 5 a 10 anos, de 10 a 15, de 15 a 20, de 20 a 30, de 30 a 40, entre 40 e 50, entre 50 e 60, entre 60 e 70, entre 70 e 80, entre 80 e 90, entre 90 e 100, e mais de 100, distinguindo machos de fêmeas.

### Devolução dos formulários
Os resultados de cada área deveriam ser devolvidos em formulário anexo ao cronograma do ato, ou seja, apenas os números de cada uma das questões. Foi deixado para aqueles que compilaram as informações sobre como o fazer, e alguns elaboraram listas de nomes a partir das quais produziram os números exigidos. Em algumas áreas, produziam-se formulários para esse fim e, em Londres e em outros lugares, as programações impressas eram deixadas para que os chefes de família os preenchessem.